# 蓮光院 (大田区)
蓮光院（れんこういん）は、東京都大田区にある真言宗智山派の寺院。

## 概要
創建年代は不明であるが、戦国時代後期に、源清（1574年寂）が中興したとされていることから、戦国時代には既に存在していたと推測される。
当院の山門は、武家屋敷の門を転用したものである。小大名格の格式の門で、1945年（昭和20年）の空襲でも難を逃れている。

## 交通アクセス
- 下丸子駅より徒歩5分。